# 香港校際音樂節

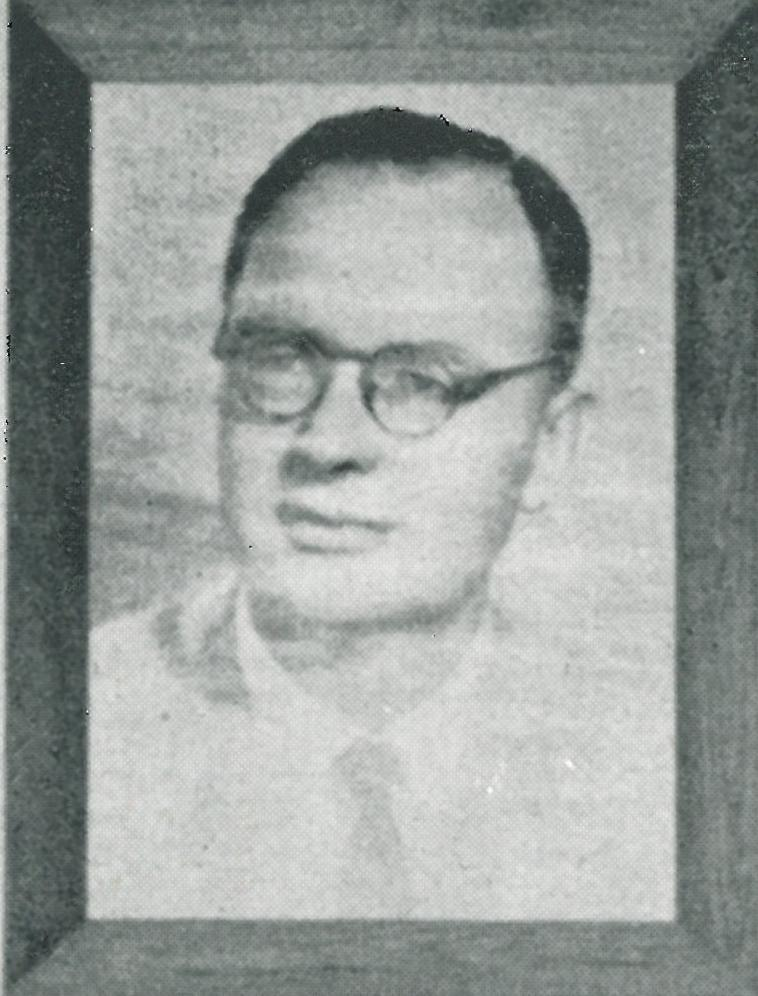
葛賓

香港學校音樂節，舊名香港校際音樂節，是一個1949年起開始舉辦的香港中、小學學界音樂比賽。

## 歷史
由葛賓（G.A. Goodban）等人發起，於1949年首次舉辦，並於每年的二月至三月舉行比賽，由香港學校音樂及朗誦協會（Hong Kong Schools Music and Speech Association）負責舉辦。
1960年，在琵琶演奏家呂培原等人之建議下，加入中樂項目。

## 第72屆校際音樂節比賽類別和編號
每項曲目都分為 E/U/W , 例如 E1/U1/W1 ,但暫時查不到有甚麽分別。
- 聲樂 (1-26)
- 合唱 (27-78)
- 牧歌 (80)
- 聖樂 (81-97)
- 幼稚園音樂唱遊 (98-99)
- 鋼琴 (100-158)
- 弦樂 (206-255)
- 樂團 (241-246)
- 口琴、美樂笛及直笛 (301-336)
- 木管樂及銅管樂 (400-491)
- 敲擊樂 (460-469)
- 管樂團 (470-472)
- 中樂 (500-588)
- 特殊學校項目 (601-644)
- 粵曲 (700-707)
- 公開組 (801-899)
- 決賽 (901F-923F)

## 評判
香港學校音樂及朗誦協會邀請專業人士或知名學者擔任評判。

## 獎項
每場賽事的參加者（除不合資格及不依出場序比賽者外）都會獲得一張附有分數及評語（由評判親撰）的成績表，用以日後換領證書。

每場賽事（除設決賽之賽事外）的最高得分參賽者（只有一名）將會獲得錦旗一面，並有機會被邀出席優勝者演出。

第二及第三名人數則不設限制，故很多時候在校際音樂節的比賽中都可以看見幾個參賽者同時得到亞軍或季軍。

所有得獎者的證書上均會印上其於該比賽的名次。所有得獎者的分數必須高於80分，否則獎項可以不頒發。

經驗所談,每個項目有一個第一名,但每個項目又會細分為多個小項目 , 引致出現很多第一名。

例子 : U100/E100/W100 是同一曲目 : 

項目 U100 , 分為 U100-1 , U100-2 , U100-3 直至 U100-XX , 每個U100-XX 都會有第一名(一個),第二名(多個),第三名(多個)

項目 E100 , 分為 E100-1 , E100-2 , E100-3 直至 E100-XX , 每個U100-XX 都會有第一名(一個),第二名(多個),第三名(多個)

項目 W100 , 分為 W100-1 , W100-2 , W100-3 直至 W100-XX , 每個U100-XX 都會有第一名(一個),第二名(多個),第三名(多個)

## 備註
1. ↑  早期應該稱為「 香港學校音樂協會」，或分為音樂及朗誦兩會。按香港公共圖書館所藏音樂節節目表資料，至1960年代出版者仍是「 香港學校音樂協會」（Hong Kong Schools Music Association）。

## 外部連結
- 香港學校音樂及朗誦協會官方網頁 （页面存档备份，存于）
- A video records the Recorder Band of Queen's College performing Eine Kleine Nacht Musik at the Price-Winner Concert of the Hong Kong School Music Festival. （页面存档备份，存于）
- 74屆香港校際音樂節網頁 （页面存档备份，存于）